# 紐約市議會
40°42′46″N 74°00′21″W / 40.7127°N 74.0059°W
紐約市議會（英語：New York City Council）是美國紐約州紐約市的立法機構，它由來自紐約市五個行政區轄下51個議會選區的51名議員所組成。紐約市議會在市長-議會制政府體系中對市長、市政機構的土地利用績效和其他各種問題進行立法監督，同時它還全權負責批准市政預算。紐約市議會議員的任期為四年；在2010年及之後所當選的議員僅可連任一屆，但可在修整四年後再度競選；而在2010年之前當選的議員則可以角逐他們的連續第三個任期。
紐約市議會主席稱為“議長”，目前由來自皇后區第28選區的民主黨人阿德莉安娜·亞當斯擔任。議長制定議程並主持市議會會議，所有擬議的立法均通過議長辦公室提交。多數黨領袖塞爾維娜·布魯克斯-鮑爾斯負責領導市議會內45名民主黨議員；而少數黨領袖喬·伯雷利則負責領導市議會內6名共和黨議員。
截至2023年，紐約市議會下轄36個常設委員會和4個小組委員會，它們負責監督紐約市政府的各項職能；每名市議員至少會在三個常設、專責或小組委員會內任職。 常設委員會每月至少召開一次會議。議長、多數黨領袖和少數黨領袖是所有委員會的當然成員。
紐約市議會每四年改選一次，不過每隔20年會有一次連續兩屆2年的任期。 這個設計是為了應對美國普查局在全美人口普查後進行選區劃分，例如：2000年普查使得市議員任期從2001年和2003年開始，2020年普查則使得市議員任期從2021年和2023年開始。

## 議會歷史
紐約市議會的歷史最早可以追溯到荷蘭殖民時代，那時的紐約市還稱為“新阿姆斯特丹”。1653年2月2日，新阿姆斯特丹在曼哈頓島的南端依據荷蘭西印度公司所頒發的憲章而成立為一個市。當時的立法會（Council of Legislators）作為新阿姆斯特丹最初的立法機構及下級管轄法院而設立。在18世紀和19世紀，立法會被先後更名為“市鎮理事會（Common Council）”和“市鎮委員會”。1898年，依據《大紐約市合併章程》，市政委員會進行了更名和改組；同時還設立了具有一定行政和財務權力的紐約市評估委員會。經過隨後幾年的變革，現在的紐約市議會於1938年依據新的《紐約市憲章》而組建，同時該憲章也規定了紐約市議會為紐約市的唯一立法機構，而紐約市評估委員會為主要的行政機構。但是，議會的某些職能的履行仍然需要評估委員會批准。
1938年，紐約市議會選舉採用了可轉移單票制的比例代表制選舉方式；當時設定了75,000票的固定配額，因此市議會的規模隨著選民投票率的變化而波動。 1945年，紐約市議會議員們的任期調整為四年，這樣就與紐約市市長的任期一致了。比例代表制於1947年在民主黨的壓力下被廢除；在此過程中，民主黨利用了民眾對共產黨的恐懼，而儘管當時議會內僅兩名共產黨議員。 取而代之的選舉方式是每個紐約州參議院選區選舉一名議員，同時每個行政區再選舉兩名不分區議員。但是到1983年6月，聯邦法院裁定10名不分區議員的選舉方式違背了美國憲法第十四修正案所規定的“一人一票”原則。
1989年，美國最高法院再次裁定紐約市評估委員會違憲。作為對此裁決的回應，新修訂的《紐約市憲章》廢除了評估委員會並重新劃定了紐約市議會的選區，以增加市議會中少數族裔的代表數。同時它還將市議會的議席數從35席增加至51席。隨後，市議會被授予了對市政預算的全部權力，並且還擁有對區劃、土地使用及特許授權的相應權力。1993年，紐約市議會內部投票決定將“議會主席”的職位名修改為“公共議政員”。作為市議會的主持官員，公共議政員自然是議會內所有機構的當然成員；並且有權以此身份單獨或聯名提出立法。 但是在2002年再度修訂《紐約市憲章》之後，公共議政員的市議會主持人職責被轉移到市議會議長身上；不過公共議政員依然是市議會的無投票權成員。
2022年，紐約市議會成為美國國內第一個女性議員佔多數地位的立法機關； 這其中包括首位穆斯林女性市議員、首位南亞族裔市議員和首位公開出櫃的非裔女性市議員。

### 任期限制
在1993年的全民公投中，紐約市議會議員的任期與市級民選官員一樣都被限制為兩屆。引入任期限制的運動是由雅詩蘭黛家族繼承人羅納德·蘭黛所倡導。而在1996年的公投中，試圖延長任期限制的提議再度被紐約市民否決。為了應對這兩次公投，羅納德蘭黛共計花費了400萬美元。
但是在2008年，在同樣面臨任期限制困境的時任紐約市市長邁克爾·佈隆伯格的壓力下，紐約市議會以29票讚成比22票反對的結果通過了將任期限制為連任兩屆的提案；同時紐約市議會還以22票讚成、28票反對和1票棄權的結果否決了將是否延長連任限制的提案提交給紐約市民公投的提議。
紐約州議會試圖立法推翻紐約市議會的法案，但是這項動議卻被起訴至美國紐約東區聯邦地區法院。法官查爾斯·西夫頓推翻了紐約州議會的法案，隨後這一判決得到了美國聯邦第二巡迴上訴法院的支持。
但在2010年的全民公投中，紐約市民再度將任期限制修改為連任一屆。 不過根據《紐約時報》的報道，在2010年公投之前當選的現任市議員“有資格競選連續第三個任期。2010年之前在任的人都有資格連任兩屆。”

## 議員組成

紐約市議會選區分佈圖

| 選區                                                                                          | 當選議員                 | 所屬政黨 | 註冊居住地          | 所屬行政區            | 當選年份 | 最長卸任年份 | 選區地圖圖示 |
| --------------------------------------------------------------------------------------------- | ------------------------ | -------- | ------------------- | --------------------- | -------- | ------------ | ------------ |
| 1                                                                                             | 克里斯托弗·馬特          | 民主党   | 下東區              | 曼哈頓區              | 2021年   | 2029年       | 圖示         |
| 2                                                                                             | 卡琳娜·里維拉            | 民主党   | 基普灣              | 曼哈頓區              | 2017年   | 2025年       | 圖示         |
| 3                                                                                             | 埃里克·博徹              | 民主党   | 切爾西              | 曼哈頓區              | 2021年   | 2029年       | 圖示         |
| 4                                                                                             | 凱斯·鮑爾斯              | 民主党   | 美利山              | 曼哈頓區              | 2017年   | 2025年       | 圖示         |
| 5                                                                                             | 朱莉·梅寧                | 民主党   | 上東區              | 曼哈頓區              | 2021年   | 2029年       | 圖示         |
| 6                                                                                             | 蓋爾·布魯爾              | 民主党   | 上西區              | 曼哈頓區              | 2021年   | 2029年       | 圖示         |
| 7                                                                                             | 肖恩·阿布魯              | 民主党   | 曼哈頓谷            | 曼哈頓區              | 2021年   | 2029年       | 圖示         |
| 8                                                                                             | 戴安娜·阿雅娜            | 民主党   | 東哈林              | 曼哈頓區 / 佈朗克斯區 | 2017年   | 2025年       | 圖示         |
| 9                                                                                             | 克里斯汀·理查德森·喬丹   | 民主党   | 哈林區              | 曼哈頓區              | 2021年   | 2029年       | 圖示         |
| 10                                                                                            | 卡門·德拉·羅莎           | 民主党   | 英伍德              | 曼哈頓區              | 2021年   | 2029年       | 圖示         |
| 11                                                                                            | 埃里克·迪諾維茨          | 民主党   | 河谷                | 佈朗克斯區            | 2021年*  | 2029年       | 圖示         |
| 12                                                                                            | 凱文·萊利                | 民主党   | 合作城              | 佈朗克斯區            | 2020年*  | 2029年       | 圖示         |
| 13                                                                                            | 馬喬莉·委拉斯開茲        | 民主党   | 伊斯徹斯特          | 佈朗克斯區            | 2021年   | 2029年       | 圖示         |
| 14                                                                                            | 皮耶琳娜·桑切斯          | 民主党   | 福德漢姆高地        | 佈朗克斯區            | 2021年   | 2029年       | 圖示         |
| 15                                                                                            | 奧斯瓦爾德·費利斯        | 民主党   | 福德漢姆            | 佈朗克斯區            | 2021年*  | 2029年       | 圖示         |
| 16                                                                                            | 阿爾西婭·史蒂文斯        | 民主党   | 莫利薩尼亞          | 佈朗克斯區            | 2021年   | 2029年       | 圖示         |
| 17                                                                                            | 拉斐爾·薩拉曼卡          | 民主党   | 朗格伍德            | 佈朗克斯區            | 2016年*  | 2025年       | 圖示         |
| 18                                                                                            | 阿曼達·法里亞斯          | 民主党   | 桑德恩維尤          | 佈朗克斯區            | 2021年   | 2029年       | 圖示         |
| 19                                                                                            | 維琪·帕拉迪諾            | 共和黨   | 白石                | 皇后區                | 2021年   | 2029年       | 圖示         |
| 20                                                                                            | 黃敏儀                   | 民主党   | 法拉盛              | 皇后區                | 2021年   | 2029年       | 圖示         |
| 21                                                                                            | 弗朗西斯科·莫亞          | 民主党   | 可樂娜              | 皇后區                | 2017年   | 2025年       | 圖示         |
| 22                                                                                            | 蒂芙尼·卡班              | 民主党   | 伍德塞德            | 皇后區 / 佈朗克斯區   | 2021年** | 2029年       | 圖示         |
| 23                                                                                            | 李琳達                   | 民主党   | 奧克蘭花園          | 皇后區                | 2021年   | 2029年       | 圖示         |
| 24                                                                                            | 詹姆斯·根納羅            | 民主党   | 牙買加屯            | 皇后區                | 2021年*  | 2029年       | 圖示         |
| 25                                                                                            | 謝卡·克里希南            | 民主党   | 傑克遜高地          | 皇后區                | 2021年   | 2029年       | 圖示         |
| 26                                                                                            | 元在熙                   | 民主党   | 陽光區              | 皇后區                | 2021年   | 2029年       | 圖示         |
| 27                                                                                            | 娜塔莎·威廉姆斯          | 民主党   | 寒武紀高地          | 皇后區                | 2021年   | 2029年       | 圖示         |
| 28                                                                                            | 艾德麗安·亞當斯          | 民主党   | 牙買加              | 皇后區                | 2017年*  | 2025年       | 圖示         |
| 29                                                                                            | 林恩·舒爾曼              | 民主党   | 森林小丘            | 皇后區                | 2021年   | 2029年       | 圖示         |
| 30                                                                                            | 羅伯特·霍爾登            | 民主党   | 中村                | 皇后區                | 2017年   | 2025年       | 圖示         |
| 31                                                                                            | 塞爾維娜·布魯克斯-鮑爾斯 | 民主党   | 洛克威海灘          | 皇后區                | 2021年*  | 2029年       | 圖示         |
| 32                                                                                            | 喬安·阿里奧拉            | 共和黨   | 霍華德海灘          | 皇后區                | 2021年   | 2029年       | 圖示         |
| 33                                                                                            | 林肯·雷斯特勒            | 民主党   | 綠點區              | 布魯克林區            | 2021年   | 2029年       | 圖示         |
| 34                                                                                            | 詹妮弗·古鐵雷斯          | 民主党   | 威廉斯堡            | 布魯克林區 / 皇后區   | 2021年   | 2029年       | 圖示         |
| 35                                                                                            | 克里斯托·哈德森          | 民主党   | 展望高地            | 布魯克林區            | 2021年   | 2029年       | 圖示         |
| 36                                                                                            | 奇·奧塞                  | 民主党   | 王冠高地            | 布魯克林區            | 2021年   | 2029年       | 圖示         |
| 37                                                                                            | 桑迪·納斯                | 民主党   | 塞普利斯丘地        | 布魯克林區            | 2021年   | 2029年       | 圖示         |
| 38                                                                                            | 亞歷克薩·阿維萊斯        | 民主党   | 日落公園            | 布魯克林區            | 2021年   | 2029年       | 圖示         |
| 39                                                                                            | 莎哈娜·哈尼夫            | 民主党   | 肯辛頓              | 布魯克林區            | 2021年   | 2029年       | 圖示         |
| 40                                                                                            | 麗塔·約瑟夫              | 民主党   | 夫拉特布什          | 布魯克林區            | 2021年   | 2029年       | 圖示         |
| 41                                                                                            | 達琳·米利                | 民主党   | 貝德福德-斯圖文特森 | 布魯克林區            | 2021年   | 2029年       | 圖示         |
| 42                                                                                            | 查爾斯·巴倫              | 民主党   | 東紐約              | 布魯克林區            | 2021年   | 2029年       | 圖示         |
| 43                                                                                            | 賈斯汀·布蘭南            | 民主党   | 灣脊區              | 布魯克林區            | 2017年   | 2025年       | 圖示         |
| 44                                                                                            | 卡爾曼·耶格爾            | 民主党   | 自治市公園          | 布魯克林區            | 2017年   | 2025年       | 圖示         |
| 45                                                                                            | 法拉·路易斯              | 民主党   | 夫拉特蘭            | 布魯克林區            | 2019年*  | 2029年       | 圖示         |
| 46                                                                                            | 梅賽德斯·納西斯          | 民主党   | 卡納西              | 布魯克林區            | 2021年   | 2029年       | 46           |
| 47                                                                                            | 阿里·卡根                | 共和黨   | 格雷夫森德          | 布魯克林區            | 2021年   | 2029年       | 圖示         |
| 48                                                                                            | 伊娜·韋爾尼科夫          | 共和黨   | 羊頭灣              | 布魯克林區            | 2021年** | 2029年       | 圖示         |
| 49                                                                                            | 卡米拉·漢克斯            | 民主党   | 斯塔普列頓          | 史泰登島區            | 2021年   | 2029年       | 圖示         |
| 50                                                                                            | 大衛·卡爾                | 共和黨   | 格拉斯米爾          | 史泰登島區            | 2021年** | 2029年       | 圖示         |
| 51                                                                                            | 喬·博雷利                | 共和黨   | 安納戴爾            | 史泰登島區            | 2015年*  | 2025年       | 圖示         |
| 註： *表示該議員的當選年份為特別選舉； **表示該議員宣誓後立即就職以填補上任議員所空缺的任期。 |                          |          |                     |                       |          |              |              |

### 分區統計
| 行政區     | 人口數 （2022年預估） | 議席數 | 民主黨 議員數 | 共和黨 議員數 |
| ---------- | --------------------- | ------ | ------------- | ------------- |
| 布魯克林區 | 2,590,516             | 15     | 13            | 2             |
| 皇后區     | 2,278,029             | 14     | 12            | 2             |
| 曼哈頓區   | 1,596,273             | 10     | 10            | 0             |
| 布朗克斯區 | 1,379,946             | 7      | 7             | 0             |
| 史泰登島區 | 491,133               | 3      | 1             | 2             |
| 總計       | 8,335,897             | 51     | 45            | 6             |

### 議會領袖
| 職位       | 姓名                     | 黨派   | 行政區     |
| ---------- | ------------------------ | ------ | ---------- |
| 議長       | 阿德莉安娜·亞當斯        | 民主党 | 皇后區     |
| 多數黨領袖 | 凱斯·鮑爾斯              | 民主党 | 曼哈頓區   |
| 副議長     | 戴安娜·阿雅娜            | 民主党 | 布朗克斯區 |
| 多數黨黨鞭 | 塞爾維娜·布魯克斯-鮑爾斯 | 民主党 | 皇后區     |
| 少數黨領袖 | 喬·博雷利                | 共和黨 | 史泰登島區 |
| 少數黨黨鞭 | 伊娜·韋爾尼科夫          | 共和黨 | 布魯克林區 |

## 議員薪酬
截至2023年，紐約市議會議員的年薪為148,500美元；而由議員們選舉產生的議長年薪會相對較高，為164,500美元。

## 法律制定
《紐約市憲章》是紐約市政府及紐約市議會的基本法。《紐約市行政法典》是紐約市議會所頒布法律的法典化，共計由29卷組成。 《紐約市法規彙編》刊載的則是紐約市各市政機關依法頒布的法規，總計71編。
紐約市議會制定的法律與紐約州議會所頒布的法律在紐約市境內具有同等地位（除去某些例外和限制），並且優先於舊形式的地方自治體立法，例如：法令、決議、法規和條例等。 每個地方政府必須指定一份公告報紙來發布或描述其法律。 州務卿負責公佈地方性法律，作為紐約州法律（州議會會期法律彙編）的補充，但近年來他們並沒有這樣做。 《紐約市憲章》、《紐約市行政法典》和《紐約市法規彙編》由紐約法律出版公司（New York Legal Publishing Corp.）根據與紐約市司法局的合同在線出版。

## 歷任主席
紐約市議會主席的職銜名和職責在歷史上經歷過數次變革，目前議會主席的職銜名為“議長”並由市議會全體議員內部提名和選舉產生。
而在此之前，議會主席也曾被稱為“市政委員會委員長”、“市議會主席”和“公共議政員”。此時的議會主席與紐約市市長、紐約市審計長並列為紐約市三大民選官員；並且當市長去世或因其他原因不能履職時，議會主席為第一繼任人選。並且直到1989年之前，他和市長、審計長及5名區長共同組成紐約市評估委員會；這是紐約市當時事實上的最高權力機構。
| 姓名 | 主席任期                                  | 所屬政黨             | 備註                                 |
| 市政委員會委員長時期                                                                                                   | 市政委員會委員長時期                      | 市政委員會委員長時期 | 市政委員會委員長時期                 |
| --- | ----------------------------------------- | -------------------- | ------------------------------------ |
| 倫道夫·古根海默 | 1898年1月1日—1901年12月31日               | 民主黨               | 未尋求連任                           |
| 查爾斯·福恩斯 | 1902年1月1日—1903年12月31日               | 融合黨               | 競選下屆任期                         |
| 查爾斯·福恩斯 | 1904年1月1日—1905年12月27日               | 民主黨               | 未尋求連任。                         |
| 帕特里克·麥高恩 | 1905年12月27日—1909年12月31日             | 民主黨               | 未尋求連任。辭職後任職於教育委員會。 |
| 約翰·米切爾 | 1910年1月1日—1913年6月7日                 | 融合黨               | 因當選關稅征收官而辭職。             |
| 阿道夫·克萊恩 | 1913年6月7日—12月31日                     | 共和黨               | 再次當選市政委員，但未參選委員長。   |
| 喬治·麥克尼尼 | 1914年1月1日—1916年2月1日                 | 融合黨 / 民主黨      | 辭職後任職《紐約時報》管理層。       |
| 弗蘭克·道林 | 1916年2月1日—1917年12月31日               | 民主黨               | 成為曼哈頓區區長。                   |
| 艾爾弗雷德·史密斯 | 1918年1月1日—12月31日                     | 民主黨               | 成為紐約州州長。                     |
| 羅伯特·莫蘭 | 1919年1月1日—12月31日                     | 民主黨               | 尋求連任時敗選給菲奧雷洛·拉瓜迪亞。  |
| 菲奧雷洛·拉瓜迪亞 | 1920年1月1日—1921年12月31日               | 共和黨               | 因初選失敗而競選市長失利。           |
| 示例 | 错误：时间格式不正确—错误：时间格式不正确 |                      |                                      |
| 示例 | 错误：时间格式不正确—错误：时间格式不正确 |                      |                                      |
| 示例 | 错误：时间格式不正确—错误：时间格式不正确 |                      |                                      |
| 示例 | 错误：时间格式不正确—错误：时间格式不正确 |                      |                                      |
| 示例 | 错误：时间格式不正确—错误：时间格式不正确 |                      |                                      |
| 示例 | 错误：时间格式不正确—错误：时间格式不正确 |                      |                                      |
| 示例 | 错误：时间格式不正确—错误：时间格式不正确 |                      |                                      |
| 市議會主席時期 |                                           |                      |                                      |
| 示例 | 错误：时间格式不正确—错误：时间格式不正确 |                      |                                      |
| 示例 | 错误：时间格式不正确—错误：时间格式不正确 |                      |                                      |
| 示例 | 错误：时间格式不正确—错误：时间格式不正确 |                      |                                      |
| 示例 | 错误：时间格式不正确—错误：时间格式不正确 |                      |                                      |
| 示例 | 错误：时间格式不正确—错误：时间格式不正确 |                      |                                      |
| 示例 | 错误：时间格式不正确—错误：时间格式不正确 |                      |                                      |
| 示例 | 错误：时间格式不正确—错误：时间格式不正确 |                      |                                      |
| 示例 | 错误：时间格式不正确—错误：时间格式不正确 |                      |                                      |
| 示例 | 错误：时间格式不正确—错误：时间格式不正确 |                      |                                      |
| 示例 | 错误：时间格式不正确—错误：时间格式不正确 |                      |                                      |
| 示例 | 错误：时间格式不正确—错误：时间格式不正确 |                      |                                      |
| 示例 | 错误：时间格式不正确—错误：时间格式不正确 |                      |                                      |
| 公共議政員時期 |                                           |                      |                                      |
| 示例 | 错误：时间格式不正确—错误：时间格式不正确 |                      |                                      |
| 市議會議長時期 |                                           |                      |                                      |
| 示例 | 错误：时间格式不正确—错误：时间格式不正确 |                      |                                      |
| 示例 | 错误：时间格式不正确—错误：时间格式不正确 |                      |                                      |
| 示例 | 错误：时间格式不正确—错误：时间格式不正确 |                      |                                      |
| 示例 | 错误：时间格式不正确—错误：时间格式不正确 |                      |                                      |
| 示例 | 错误：时间格式不正确—错误：时间格式不正确 |                      |                                      |
| 註： Ⅰ因時任市長去世或辭職而成為代理市長。 Ⅱ離任後曾當選過市長。 Ⅲ在隨後的市長大選中未獲提名。 Ⅳ非經由全市普選而產生。 |                                           |                      |                                      |

## 院內機構
截至2023年，紐約市議會下轄36個常設委員會和4個小組委員會。

### 常設委員會
| - 老齡化委員會（主席：克里斯托·哈德森） - 民權與人權委員會（主席：娜塔莎·威廉姆斯） - 公務員與勞工委員會（主席：卡門·德拉·羅莎） - 消費者和工人保護委員會（主席：馬喬莉·委拉斯開茲） - 合同委員會（主席：元在熙） - 刑事司法委員會（主席：卡琳娜·里維拉） - 文化事務、圖書館和國際群際關係委員會（主席：奇·奧塞） - 經濟開發委員會（主席：阿曼達·法里亞斯） - 教育委員會（主席：麗塔·約瑟夫） - 環境保護、防災和濱水委員會（主席：詹姆斯·根納羅） - 財政委員會（主席：賈斯汀·布蘭南） - 消防和應急管理委員會（主席：喬安·阿里奧拉） | - 公共福利委員會（主席：戴安娜·阿雅娜） - 政府運作委員會（主席：黃敏儀） - 健康委員會（主席：林恩·舒爾曼） - 高等教育委員會（主席：埃里克·迪諾維茨） - 醫院委員會（主席：梅賽德斯·納西斯） - 住房與建築委員會（主席：皮耶琳娜·桑切斯） - 移民委員會（主席：莎哈娜·哈尼夫） - 土地使用委員會（主席：拉斐爾·薩拉曼卡） - 心理健康、殘疾和成癮委員會（主席：李琳達） - 監督和調查委員會（主席：蓋爾·布魯爾） - 公園與休憩地委員會（主席：謝卡·克里希南） - 公共住房委員會（主席：亞歷克薩·阿維萊斯） | - 公共安全委員會（主席：卡米拉·漢克斯） - 規則、特權和選舉委員會（主席：凱斯·鮑爾斯） - 環境衛生與固體廢物管理委員會（主席：桑迪·納斯） - 小商業委員會（主席：朱莉·梅寧） - 標準和道德委員會（主席：卡爾曼·耶格爾） - 州和聯邦立法委員會（主席：肖恩·阿布魯） - 技術委員會（主席：詹妮弗·貝爾梅霍） - 交通和基礎設施委員會（主席：塞爾維娜·布魯克斯-鮑爾斯） - 退伍軍人委員會（主席：羅伯特·霍爾登） - 婦女和性別平等委員會（主席：蒂芙尼·卡班） - 青年服務委員會（主席：阿爾西婭·史蒂文斯） - 雙子公園全市防火工作組（主席：奧斯瓦爾德·費利斯） |

### 小組委員會
- 老年中心與食品安全小組委員會（主席：達琳·米利（英语：Darlene Mealy））——隸屬老齡化委員會
- 新冠恢復和復原小組委員會（主席：弗朗西斯科·莫亞（英语：Francisco Moya））——隸屬健康委員會
- 地標、公共選址和處置小組委員會（主席：法拉·路易斯（英语：Farah Louis））——隸屬土地使用委員會
- 區劃與特許委員會（主席：凱文·萊利（英语：Kevin Riley (politician)））——隸屬土地使用委員會

## 核心小組
| 小組名稱                   | 主席                                                | 人數 |
| -------------------------- | --------------------------------------------------- | ---- |
| 非裔、拉丁裔與亞裔核心小組 | 凱文·萊利（聯席主席） 奧斯瓦爾德·費利斯（聯席主席） | 34   |
| 常識核心小組               | 未知                                                | 9    |
| 愛爾蘭裔核心小組           | 未知                                                | 5    |
| 猶太裔核心小組             | 埃里克·迪諾維茨                                     | 7    |
| LGBTQIA+核心小組           | 蒂芙尼·卡班（聯席主席） 克里斯托·哈德森（聯席主席） | 8    |
| 進步核心小組               | 林肯·雷斯特勒（聯席主席） 莎哈娜·哈尼夫（聯席主席） | 21   |
| 婦女核心小組               | 阿曼達·法里亞斯（聯席主席） 法拉·路易斯（聯席主席） | 28   |

### 腳註
1. ↑  當出現兩年任期時，兩年任期只能算為不完整任期。[2]
2. ↑  羅伯特·霍爾登在2017年當選時採用的是共和黨路線，但他的確是民主黨的註冊黨員。
3. ↑  阿道夫·克萊恩當時在議會內選舉被選為議會副主席；後因時任議會主席約翰·米切爾辭職而繼任。

### 出典
1. 1 2  . 紐約市議會.   [2023-07-28]. （原始内容存档于2023-07-28）.
2. 1 2  . City Limits.   [2023-07-28]. （原始内容存档于2023-07-28）.
3. ↑  . Read the Docs. 紐約州議會.   [2023-07-28]. （原始内容存档于2023-07-21）.
4. ↑  紐約市憲章修訂委員會. . . 紐約市政府. 1936-08-17: 231  [2023-07-28]. （原始内容存档于2023-07-28） –HathiTrust數字圖書館.
5. ↑  Douglas J. Amy. . Mount Holyoke College.   [2023-07-28]. （原始内容存档于2002-12-18）.
6. ↑  . 正義網. 1981-11-17  [2023-07-29]. （原始内容存档于2023-07-29）. Accordingly, there being no just reason for delay, Rule 54(b), plaintiffs are entitled to entry of a separate judgment on their first cause of action declaring that the present equal apportionment of at-large seats in the New York City Council violates the "one person, one vote" principle embodied in the Equal Protection Clause of the Fourteenth Amendment and must be replaced by an electoral plan which accords due recognition to the population differences among the boroughs.
7. ↑  . 免費法律項目. 1983-01-13  [2023-07-29]. （原始内容存档于2023-07-29）. On the second front, on plaintiffs' motion for summary judgment, this Court ruled that the election of ten at-large members of the City Council as mandated by the City Charter violated the one person-one vote rule of the Fourteenth Amendment. On defendants' appeal the ruling was affirmed by the Court of Appeals and thereafter by the Supreme Court. See Andrews v. Koch, 528 F. Supp. 246 (E.D.N.Y.1981), aff'd on opinion below, 688 F.2d 815 (2d Cir.1982), aff'd sub nom. Giacobbe v. Andrews, ___ U.S. ___, 103 S. Ct. 32, 74 L. Ed. 2d 46 (1982). The further election of such council members was thereafter enjoined pending a study by a Charter Revision Commission appointed by the Mayor.
8. ↑  比爾·白思豪. . 紐約市公共議政員辦公室. 2013-12-31  [2023-07-29]. （原始内容存档于2014-01-08）.
9. ↑  Diane Cardwell. . 紐約時報. 2002-12-02  [2023-07-29]. （原始内容存档于2020-05-22）.
10. ↑   (PDF). 拉格迪亞和瓦格納檔案館（英语：La Guardia and Wagner Archives）.   [2023-07-29]. （原始内容存档 (PDF)于2023-03-26）.
11. ↑  Gwynne Hogan; David Cruz. . 哥譚派 (紐約公共電台). 2021-07-08  [2023-07-29]. （原始内容存档于2023-07-29）.
12. ↑  Sewell Chan; Jonathan P. Hicks. . City Room. 紐約時報公司. 2008-10-23  [2023-07-29]. （原始内容存档于2023-05-08）.
13. ↑  Fernanda Santos. . 紐約時報 (紐約市: 紐約時報公司). 2008-10-23  [2023-07-29]. （原始内容存档于2020-05-22）.
14. ↑  Fernanda Santos. . 紐約時報 (紐約市: 紐約時報公司). 2009-01-13  [2023-07-29]. （原始内容存档于2020-02-18）.
15. ↑  . City Room. 紐約時報公司. 2009-04-28  [2023-07-29]. （原始内容存档于2023-01-09）.
16. 1 2  Javier C. Hernández. . 紐約時報 (紐約市: 紐約時報公司). 2010-11-03: P12  [2023-07-29]. （原始内容存档于2020-02-02）.
17. ↑   (PDF). 紐約市城市規劃局: 4. 2023-03-30  [2023-07-29]. （原始内容存档 (PDF)于2023-07-30）.
18. ↑  Manz, Gibson & Spencer 2004，第450頁.
19. ↑  Manz, Gibson & Spencer 2004，第458頁.
20. ↑  Manz, Gibson & Spencer 2004，第473頁.
21. ↑   (PDF). 紐約州政府. The James A. Coon Local Government Technical Series. 紐約州州務卿辦公室: 1–10. 2015  [2023-07-29]. （原始内容 (PDF)存档于2019-08-12）.
22. 1 2  Manz, Gibson & Spencer 2004，第261頁.
23. ↑  . 紐約市司法局.   [2023-07-29]. （原始内容存档于2013-06-22）. The most important laws of the City of New York are now available on the web. The Law Department contracted with New York Legal Publishing Corp. for a site where you can browse and search the New York City Charter, the New York City Administrative Code, and the Rules of the City of New York.
24. ↑  . 紐約市議會.   [2023-07-28]. （原始内容存档于2023-07-28）.
25. ↑  . 紐約市議會.   [2023-07-28]. （原始内容存档于2023-09-03）.
26. ↑  . 紐約市議會.   [2023-07-28]. （原始内容存档于2023-07-28）.
27. ↑  . 紐約市議會.   [2023-07-28]. （原始内容存档于2023-07-28）.
28. ↑  . 紐約市議會.   [2023-07-28]. （原始内容存档于2023-07-28）.
29. ↑  . 紐約市議會.   [2023-07-28]. （原始内容存档于2023-08-05）.
30. ↑  . 紐約市議會.   [2023-07-28]. （原始内容存档于2023-07-28）.

### 文獻
- Manz, William H.; Gibson, Ellen M.; Spencer, Karen L.  3rd Edition. Buffalo: William S. Hein & Co., Inc. 2004. ISBN 9781575887289. LCCN 2004042477. OCLC 54455036 （英语）.

## 延伸閱讀
- Chen, David W. . 紐約時報 (紐約市: 紐約時報公司). 2008-10-24  [2023-07-28]. （原始内容存档于2023-07-21） （英语）.

- 《紐約市憲章 （页面存档备份，存于）》 / 《紐約市行政法典 （页面存档备份，存于）》 / 《紐約市法律彙編 （页面存档备份，存于）》

## 外部連接
- 官方网站